# Kalin hadži Alijina džamija u Sarajevu
Kalin hadži Alijina džamija (poznata i kao Čejirdžik džamija), nekadašnja džamija u Sarajevu. 

## Povijest
Kalin hadži Alijina džamija ili Čejirdžik džamija (tur. Ceyir - livada) stara je sarajevska džamija koja je na uglu ulica Branilaca Sarajeva i Kulovića stajala od 1535. do 1947. godine. Njen osnivač i prvi mutevelija je bio sam Kalin hadži Alija. Njen izgled zna se zahvaljujući staroj slici koju je naslikao jedan sarajevski Srbin koji je u trenutku rušenja džamije naišao i sažalio se zbog rušenja tako lijepog objekta, stoga je na komadu papira naslikao džamiju. Njegova slika danas se čuva u Muzeju Sarajeva. Bila je građena od kamena i čerpića s debelim zidovima. U početku je bila pokrivena šindrom, a nakon opravki 1565. i 1608. godine, šindru je zamijenila ćeremida.
Džamija je obnovljena nakon što je Eugen Savojski 1697. godine spalio Sarajevo. Imala je vitku, kamenu munaru, prozore s demirima i rozetama, drvene sofe sa stubovima na poluluk i bogato urađen drveni plafon, kao i minberu i ćurs. Inače enterijer ove džamije je bio poznat po drvorezbariji.
Zid od čerpića je okruživao džamijski harem, a na prostoru do obale Miljacke nalazila se livada, po kojoj je džamija u narodu dobila ime Čejirdžik. Džamijski zid je imao nekoliko otvora gdje se iz tadašnje ulice Franje Josipa, prolaznik mogao da vidi harem džamije. Harem je imao dva ulaza a vakif džamije Kalin hadži Alija je napravio i mekteb. U sklopu džamije postojao je i mekteb koji je, nakon paljevine, obnovila sarajevska obitelj Imaretlić, te korito i česma s početka 19. stoljeća. U harem džamije se nalazila kamena česma s koritom. Zadnja obnova same česme je bila 1848. koji je uradio Sulejman Ruždi. Tarih se čuva u Gazi Husrev-begovoj knjižnici u Sarajevu.
Džamija je srušena i mezarje ekshumirano 1947. godine, te se na tom prostoru sagradila stambena višespratnica, ispred koje se nalazi parkovska površina.

## Vanjske povezice
- Kalin hadži Alijina džamija  Arhivirana inačica izvorne stranice od 5. rujna 2017. (Wayback Machine)